# Největší dar
Největší dar je český pohádkový film z roku 2022 režisérek Darii Hrubé a Marty Santovjákové Gerlíkové z časů slovanských bohů, spojující osudy jejich a svérázných obyvatel malé vísky na Valašsku. Snímek měl předpremiéru v Ostravě; dne 1. prosince 2022 byl uveden do českých kin.

## Obsazení

### Pohanští bohové
| Bolek Polívka           | Svarožic |
| Sabina Rojková          | Vesna    |
| Zuzana Šebová           | Živa     |
| Anna Polívková          | Oseň     |
| Zuzana Slavíková        | Morena   |
| Jiří Dvořák             | Černobog |
| Pavel Nový              | Radegast |
| Martin Stránský         | Veles    |
| Petr Čtvrtníček         | Perun    |
| Ladislav Jelínek        | Stribog  |
| Pavel Stodůlka          | Dažbog   |
| Jaroslav Záděra         | bůh      |
| Zdeněk Hrachový         | bůh      |
| Milan Orálek            | bůh      |
| Robert Stržínek         | bůh      |
| Jan Hrdý                | bůh      |
| Petr Vančura            | smrťák   |
| Chantal Poullain        | jezinka  |
| Martina Denková         | víla     |
| Adéla Vlasicová         | víla     |
| Ivana Jeřábková         | víla     |
| Zuzana Bočková          | víla     |
| Dominika Spálovská      | víla     |
| Linda Hrušková          | víla     |
| Natálie Brücknerová     | víla     |
| Adina Trefilová         | víla     |
| Gabriela Lípová         | víla     |
| Ivona Jiříčková         | víla     |
| Tereza Vymětalíková     | víla     |
| Kristýna Anna Grešáková | víla     |
| Barbora Hořanská        | víla     |
| Ester Vančurová         | víla     |
| Simona Hlavicová        | víla     |

### Vesničané
| Marie Saranová / Veronika Valíčková | Jaruška        |
| Drahomíra Hofmanová                 | babička        |
| Radek Melša                         | Ondra          |
| Jana Štvrtecká                      | maminka        |
| Radim Fiala                         | tatínek        |
| Kryštof Švehlík                     | Vašek          |
| Tereza Hubáčková                    | Dorotka        |
| Marie Durnová                       | bába kořenářka |
| Tereza Groszmannová                 | hostinská      |
| Pavel Zedníček                      | klarinetista   |
| a další                             |                |

## Recenze
- Mirka Spáčilová, MF DNES  65 %[4]
- Věra Míšková, Právo  50 %[5]